# Joseph Mensah
Joseph Mensah (n. 29 septembrie 1994, Ghana) este un fotbalist ghanez, care joacă pe post de mijlocaș la İstanbulspor⁠(d) în TFF First League⁠(d).